# Hemimorina
Hemimorina is een geslacht van vlinders van de familie spanners (Geometridae), uit de onderfamilie Ennominae.

## Soorten
- H. angulosa Rindge, 1976
- H. atrofasciata Packard, 1876
- H. curvata Grote, 1880
- H. dissociata McDunnough, 1941
- H. excurvata Packard, 1874
- H. nigricomma Warren, 1904
- H. nigroalbana Cassino, 1928
- H. nubiculata Packard, 1876
- H. orillata Walker, 1862
- H. pictipennata Hulst, 1893
- H. setonana McDunnough, 1927